# Kurt von der Osten
Kurt Otto Joachim Friedrich Franz von der Osten (* 14. Mai 1922 in Bad Doberan; † 21. Dezember 1989) war ein Oberleutnant der deutschen Wehrmacht und später Generalleutnant der deutschen Bundeswehr.

## Leben

### Zweiter Weltkrieg und Nachkriegszeit
Von der Osten, Sohn eines Rechtsanwalts und Notars, gehörte zum Adelsgeschlecht von der Osten und trat nach dem Abitur 1940 als Offiziersanwärter in die Wehrmacht ein. Seine Offiziersausbildung an der Panzertruppenschule schloss er 1942 mit der Beförderung zum Leutnant ab. Während des Zweiten Weltkrieges fand er Verwendungen als Zugführer, Ordonnanzoffizier sowie nach seiner Beförderung zum Oberleutnant als Kompaniechef. Im Laufe der Zeit diente er an der Ostfront, in Frankreich, Griechenland und Ungarn, ehe er gegen Ende des Krieges im Osten Deutschlands Dienst versah.
Nach Kriegsende absolvierte von der Osten eine Berufsausbildung zum Maschinenschlosser, die er mit der Gesellenprüfung abschloss. Nach einer Fortbildung zum Dolmetscher für die englische Sprache war er als Personalsachbearbeiter sowie zuletzt als Geschäftsführer eines Pädagogischen Instituts tätig, ehe er später bei einem Unternehmen für Betriebsberatung und Rationalisierung beschäftigt war.

### Aufstieg zum Generalleutnant der Bundeswehr
1956 trat von der Osten als Hauptmann in das Heer der Bundeswehr ein und war anfangs Referent im Bundesministerium der Verteidigung in Bonn. Als Major war er Angehöriger des Bundesnachrichtendienstes. Nach mehreren anderen Verwendungen wurde von der Osten als Oberst am 1. Oktober 1970 als Nachfolger von Brigadegeneral Gerhard Jacobi Kommandeur der Panzerbrigade 12 „Oberpfalz“ in Amberg und verblieb auf diesem Posten bis zum 15. Dezember 1972. Nachfolger wurde daraufhin am 16. Dezember 1972 Oberst Gerd-Helmut Komossa. Am 15. Januar 1974 wurde er als Generalmajor Kommandeur der 5. Panzerdivision in Diez und damit Nachfolger von Generalmajor Heinz-Georg Lemm. Diese Kommando behielt er bis zum 26. September 1975, woraufhin Generalmajor Horst Wenner am 27. September 1975 sein Nachfolger wurde. Anschließend war er zwischen Oktober 1975 und September 1979 Chef des Stabes der Heeresgruppe Nord der NATO NORTHAG (Northern Army Group) in Rheindahlen.
Zuletzt wurde von der Osten am 1. Oktober 1979 zum Generalleutnant befördert und übernahm als Nachfolger von Generalleutnant Ferdinand von Senger und Etterlin den Posten als Kommandierender General des I. Korps in Münster. Diese Funktion behielt er bis zu seiner Versetzung in den Ruhestand am 30. September 1982. Nachfolger als Kommandierender General wurde daraufhin am 1. Oktober 1982 Generalleutnant Gerhard Wachter. Zum Ende seiner Dienstzeit organisierte er im I. Korps im August 1982 das Manöver „Starke Wehr“. Für seine langjährigen Verdienste wurde ihm unter anderem das Große Bundesverdienstkreuz verliehen.